# 薩加洛
薩加洛（俄语：Сагалло；阿拉伯语：‎）是個短暂的俄羅斯定居點，於1889年在法屬索馬利（今吉布提）的塔朱拉灣上建立。它位於吉布提市以西149（93英里） 。

## 歷史
薩加洛最初是個海濱小村。在古代，薩加洛是一些城邦的一部分，它們建立了有利可图的贸易网络，将腓尼基、托勒密王國、希臘、安息帝國、賽伯伊人、納巴泰人和羅馬帝國的商人聯繫在一起。

### 法國統治
| 历史隶属关系                       |
| ---------------------------------- |
| 法屬索馬利 1883年-1967年           |
| 法属阿法尔和伊萨领地 1967年-1977年 |

由16世紀到19世纪，鄂圖曼帝國控制著當地。從1862年到1894年，塔朱拉灣以北的土地被稱為「奥博克（Obock）」，由索馬里人和阿法爾蘇丹統治。法國與地方當局在1883年至1887年之間簽署了各種條約，以在當地立足。  1894年，莱昂斯·拉加德（Léonce Lagarde）在吉布提市建立了永久性的法國管理當局，並將當地命名為「Côte française des Somalis」（法屬索馬利），這個名稱一直沿用到1967年。

### 俄羅斯統治
| 历史隶属关系                         |
| ------------------------------------ |
| 俄罗斯帝国 1889年1月6日-1889年2月5日 |

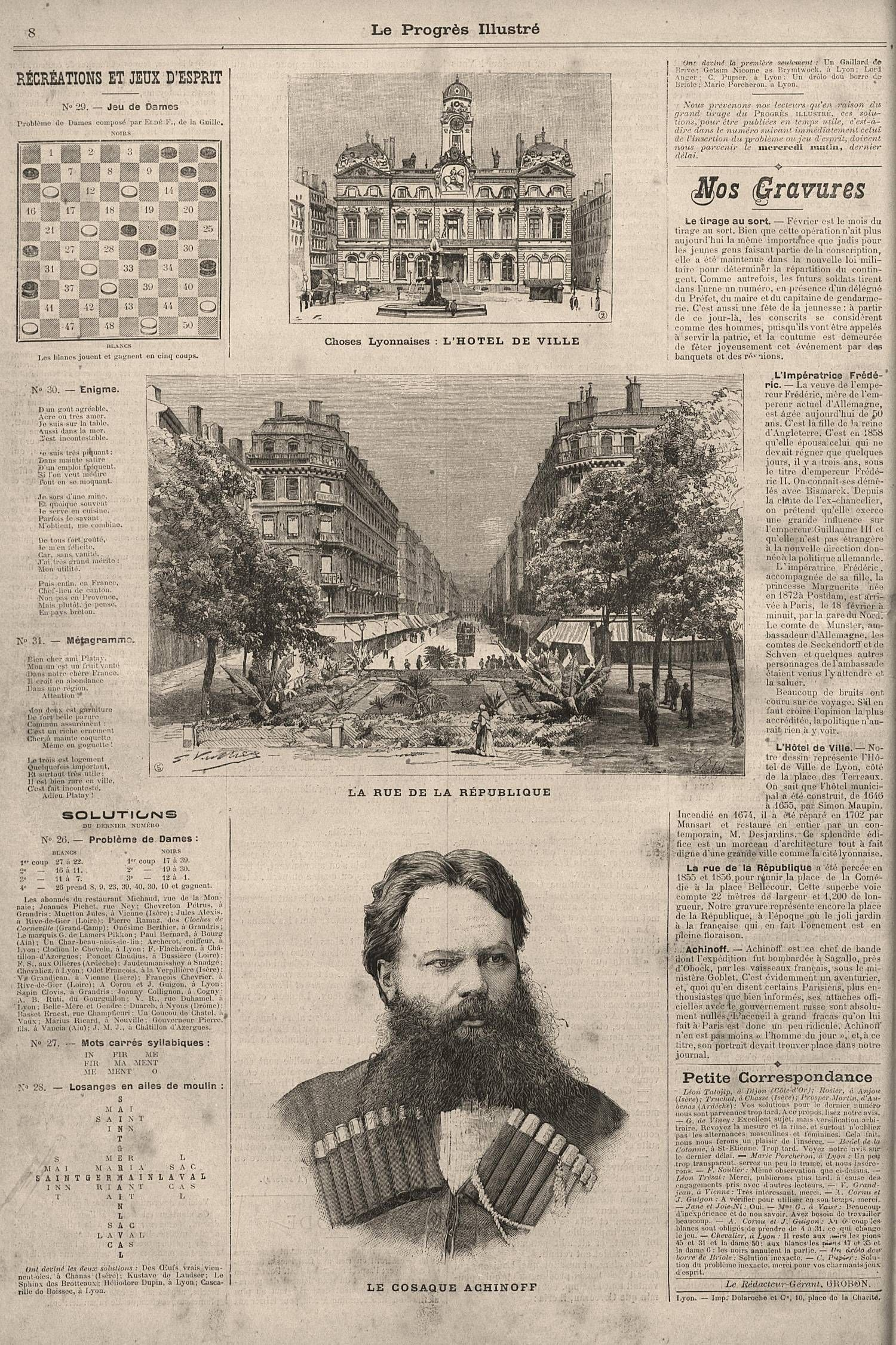
一份關於阿什諾夫遠征的報導（來自《Le Progres illustré》）。

在1883年，尼古拉·伊萬諾维奇·阿什諾夫（哥薩克探險家，兼奔萨的自治市鎮代表（生於1856年））到訪阿比西尼亞（埃塞俄比亞帝國）以建立兩國宗教和政治關係。另一邊廂，俄羅斯正在與法國聯手，嘗試牽制大英帝國。
阿什諾夫意識到俄羅斯需要在非洲東岸建立根據地，以便航行至印度洋。回到俄國後，阿什諾夫宣布了他計劃於1888年前往塔朱拉灣建立定居点。阿什諾夫向參加者保證，塔朱拉的蘇丹，穆罕默德Loitah，已經永久租出他着陸的區域的土地。
1888年12月10日，阿什諾夫和165名捷列克哥薩克（Terek Cossacks）登上了科爾尼洛夫號，這是一艘從敖德薩前往亞歷山大港的船。然後探險隊登上了俄羅斯船艦拉扎列夫號，將他們帶到塞德港。在那裡，阿什諾夫又僱用了11個非洲人，租借了奥地利的Amfitrida轮船，該輪船於1889年1月6日進入塔朱拉灣。探險隊獲得一群埃塞俄比亚的牧师迎接。阿什諾夫盡力使哥薩克人受他控制，但一些人還是突袭了达纳基尔，用步槍射擊將當地部落成員趕走後偷走了牛和羊。蘇丹從阿什諾夫接受了60法郎的賠償。 然而，儘管當時法國沒有建立正式的殖民總督區，但國際已經默認當地是法國勢力範圍。法國外交部要求解釋阿什諾夫的行為，而俄羅斯駐巴黎大使則使俄罗斯帝國與阿什諾夫保持距離，而俄國高層決定要阿什諾夫回國。1月14日，埃及荒廢了的薩加洛堡壘被選為遠征隊的新基地。阿什諾夫將這座堡壘更名為新莫斯科（New Moscow）。有個帐篷被搭建來用作圣尼古拉教堂，並升起了遠征隊的旗幟。關於這次探險的巨大規模的謠言迅速在新聞流傳開來。後來，幾名殖民者逃到了奧博克，並向法國人通報了該定居點的下落。因為先前俄國外交部的回應，法國認為武力驅逐哥薩克人俄國都不會理。2月5日，哥薩克人注意到一艘法國巡洋艦和三艘法國炮艦。阿什諾夫收到法國人的最後通牒，但不懂法語的他誤解了他們的來意，没有投降。隨之而來的炮擊完全震驚了俄國人，造成6名殖民者死亡和22人受傷。一件白襯衫被舉起表示投降。俄羅斯政府要阿什諾夫承擔責任，指控他不服從沙皇和海盗行為。參加者被捕，並押上扎比婭卡號（Zabiyaka）送返敖德薩。

## 气候
| 薩加洛                 | 薩加洛      | 薩加洛      | 薩加洛      | 薩加洛      | 薩加洛      | 薩加洛       | 薩加洛       | 薩加洛       | 薩加洛       | 薩加洛      | 薩加洛      | 薩加洛      | 薩加洛      |
| 月份                   | 1月         | 2月         | 3月         | 4月         | 5月         | 6月          | 7月          | 8月          | 9月          | 10月        | 11月        | 12月        | 全年        |
| ---------------------- | ----------- | ----------- | ----------- | ----------- | ----------- | ------------ | ------------ | ------------ | ------------ | ----------- | ----------- | ----------- | ----------- |
| 平均高温 °C（°F）      | 29.2 (84.6) | 29.4 (84.9) | 31.4 (88.5) | 33.5 (92.3) | 36.5 (97.7) | 40.1 (104.2) | 41.8 (107.2) | 40.8 (105.4) | 38.0 (100.4) | 34.2 (93.6) | 31.5 (88.7) | 29.9 (85.8) | 34.7 (94.4) |
| 平均低温 °C（°F）      | 20.2 (68.4) | 23.2 (73.8) | 24.6 (76.3) | 26.2 (79.2) | 28.8 (83.8) | 31.7 (89.1)  | 31.0 (87.8)  | 30.5 (86.9)  | 30.8 (87.4)  | 26.5 (79.7) | 24.1 (75.4) | 21.0 (69.8) | 26.6 (79.8) |
| 平均降水量 mm（）      | 10 (0.4)    | 8 (0.3)     | 12 (0.5)    | 13 (0.5)    | 7 (0.3)     | 1 (0.0)      | 6 (0.2)      | 20 (0.8)     | 9 (0.4)      | 11 (0.4)    | 22 (0.9)    | 15 (0.6)    | 134 (5.3)   |
| 来源：Climate-Data.org |             |             |             |             |             |              |              |              |              |             |             |             |             |